# Castro El Chao Samartín

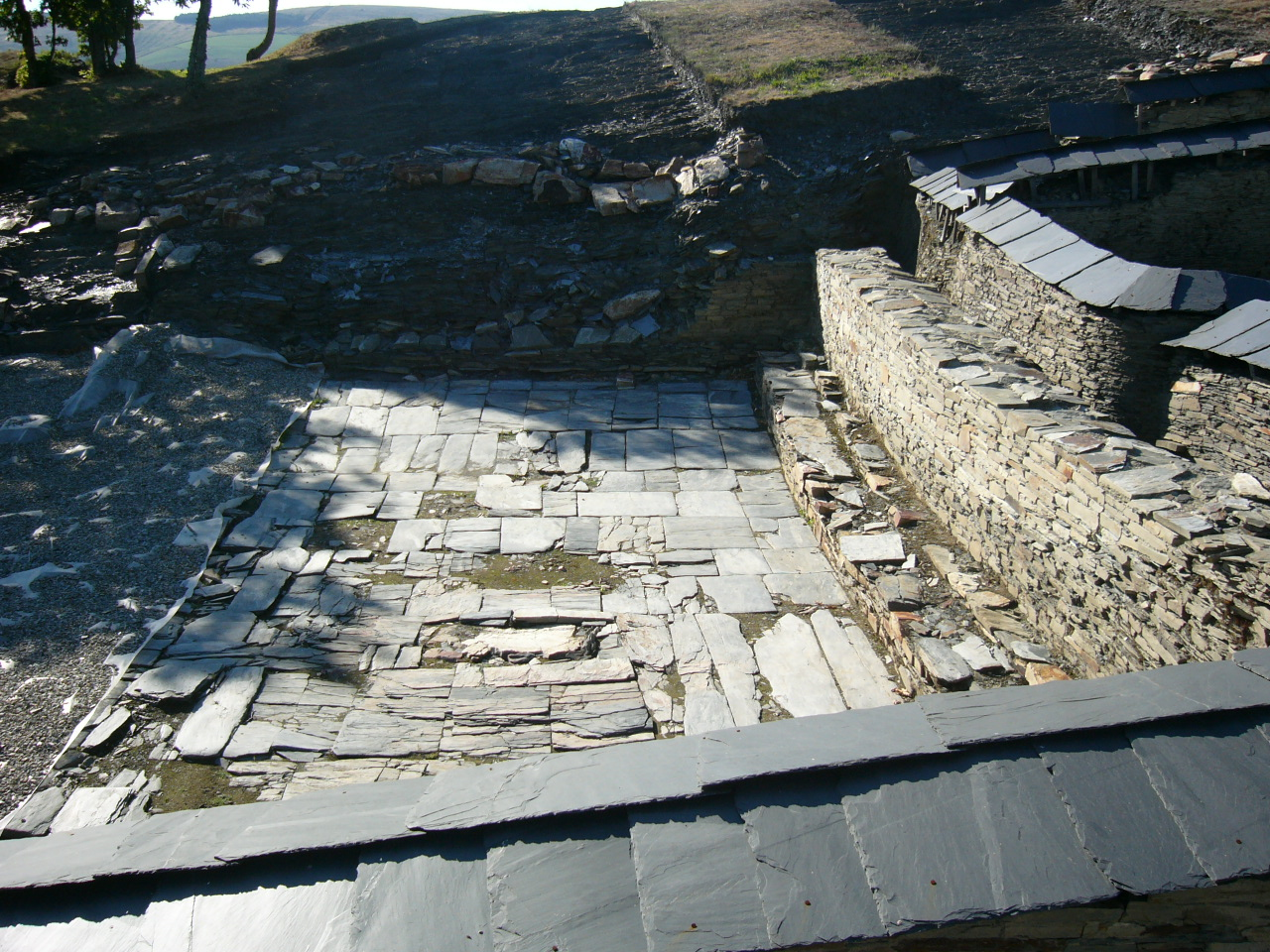
Plaza común del castro con un banco corrido de piedra

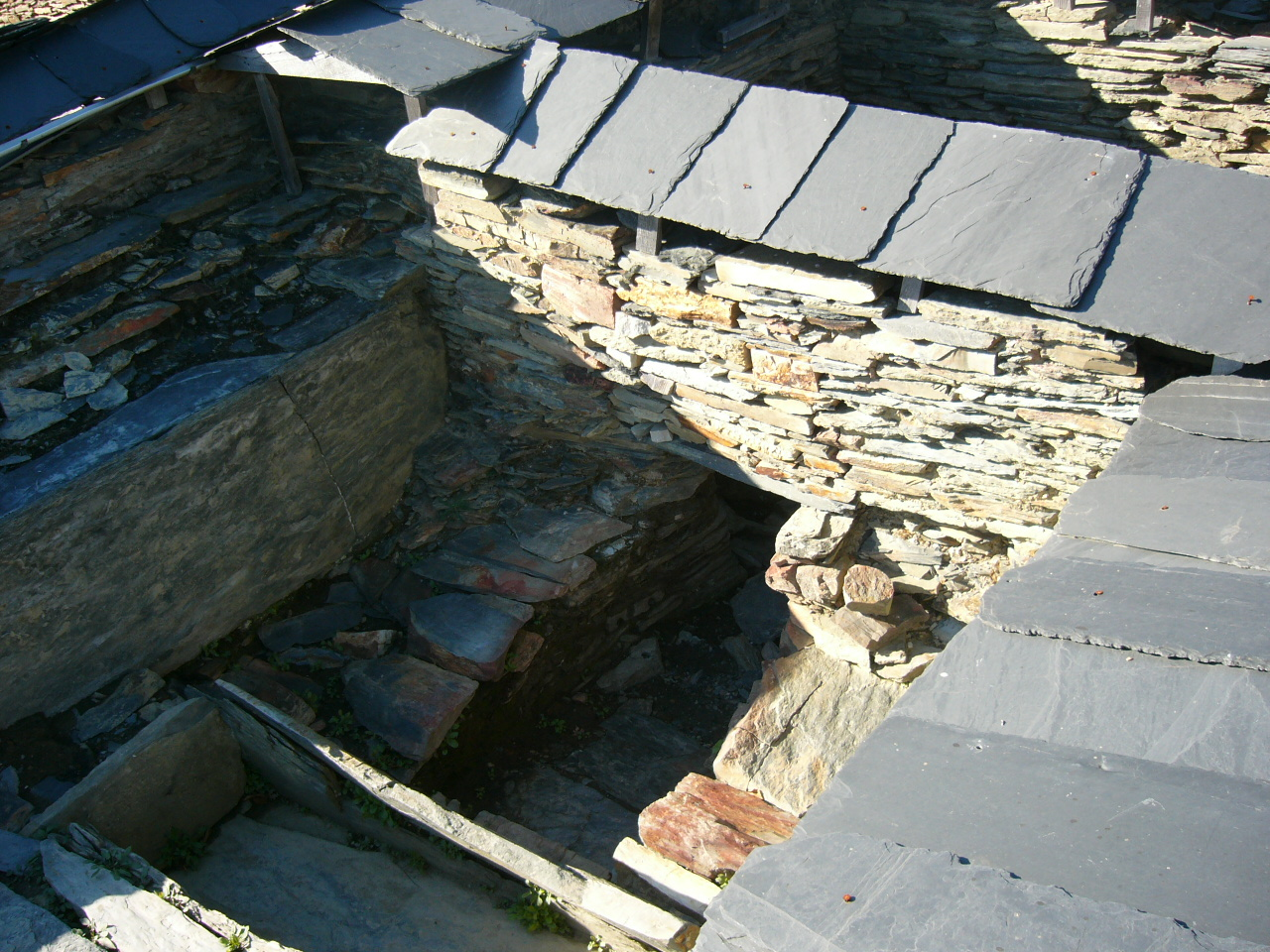
Baños públicos que datan de antes de la llegada de Roma.

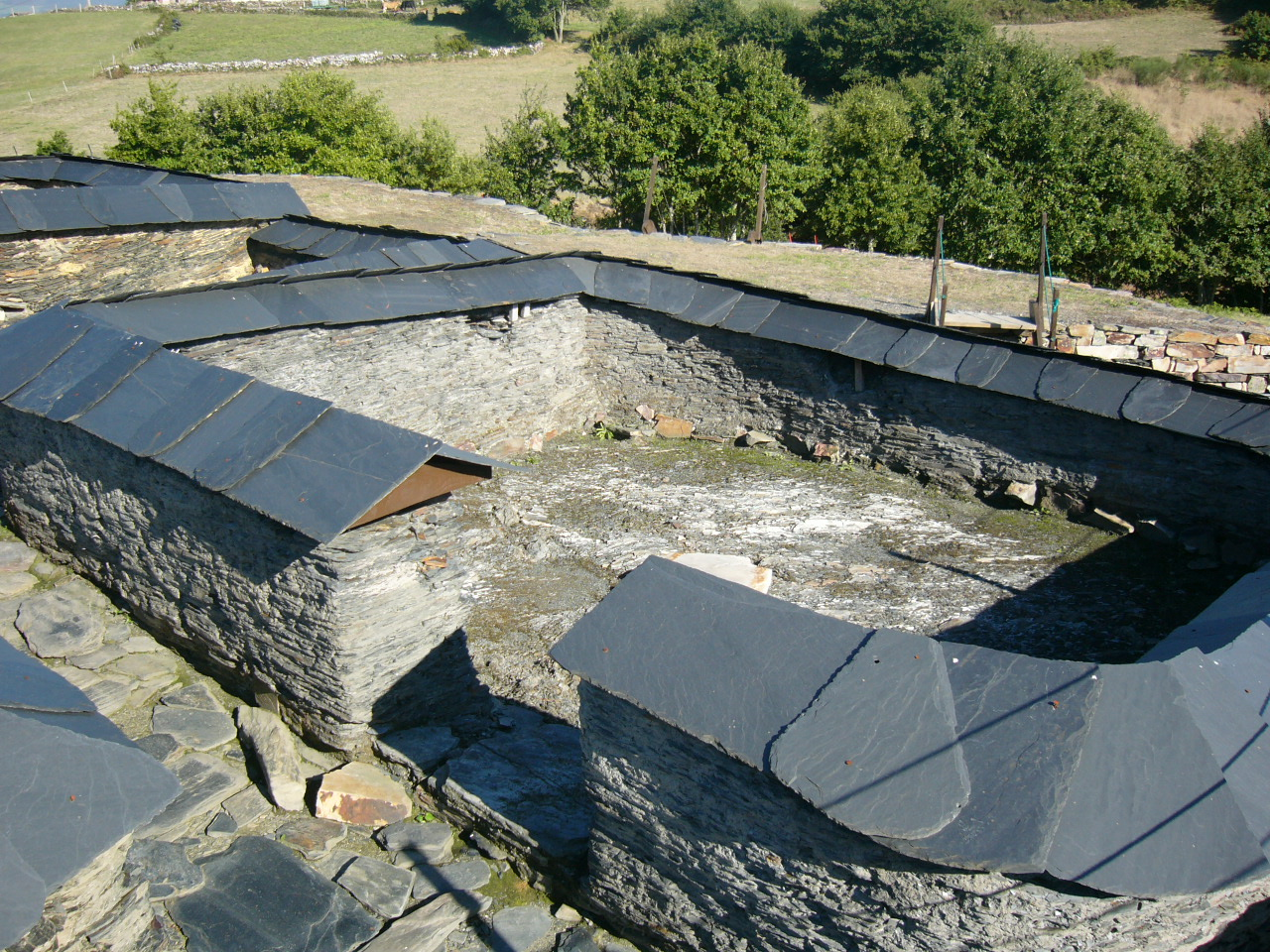
Edificio de planta rectangular.

El castro El Chao Samartín, situado en Grandas de Salime (Asturias, España) es un recinto fortificado fundado a fines de la Edad del Bronce (siglo IX-siglo VIII a. C.) que se mantuvo habitado hasta fines del siglo II d. C., cuando fue destruido por un movimiento sísmico que arrasó el poblado. Este, se trata de un yacimiento visitable, cuenta con un museo inmediato a las ruinas y un notable repertorio bibliográfico.

## Edad de Bronce
El origen del poblado fortificado se remonta a finales de la Edad de Bronce (hace unos 3.000 años); de esa época son las primeras defensas, un foso y una empalizada que rodeaban un recinto sagrado con una entrada presidida por unas grandes rocas y donde se situaba un edificio bastante grande para la época (unos 60 m²).

## Edad del Hierro
Ya en la Edad del Hierro la zona habitada del castro comienza a crecer de forma considerable y se duplican las defensas. En el siglo IV a. C. las defensas se componían de un muro y varios fosos en cuyo interior estaban las cabañas de planta circular y rectangular con esquinas redondeadas, contaban con una sala y techumbre vegetal. También se construyó en esta época el primer sauna y se atestiguaron talleres metalúrgicos relacionados con la transformación del oro, la plata y el bronce.
La única entrada al poblado era por el sur gracias a un portón que salvaba el foso.
Los habitantes eran agricultores, preparaban los alimentos en piezas cerámicas y tenían herramientas de hierro, cobre, plata y oro, según demuestran los restos encontrados en el lugar.

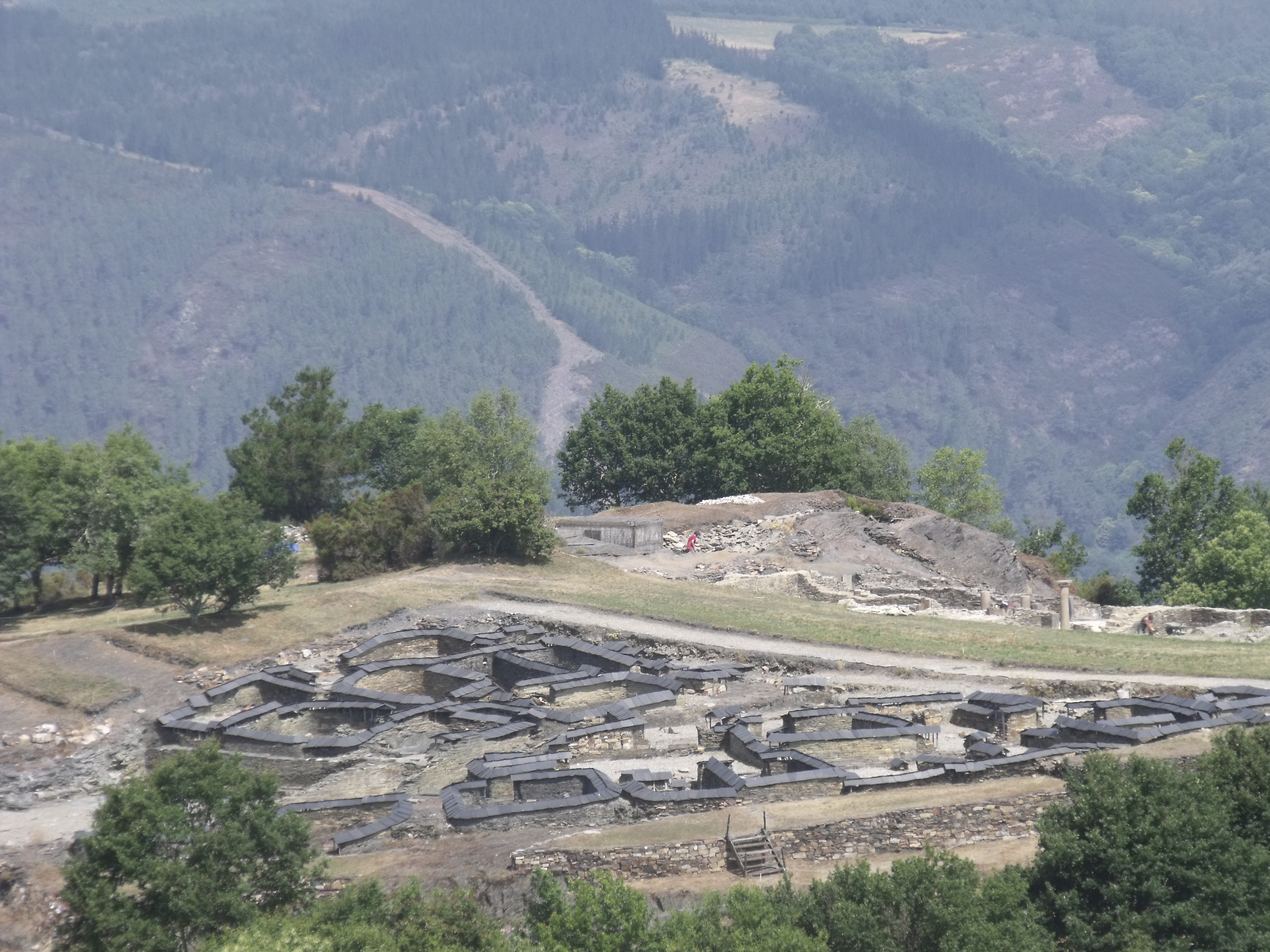
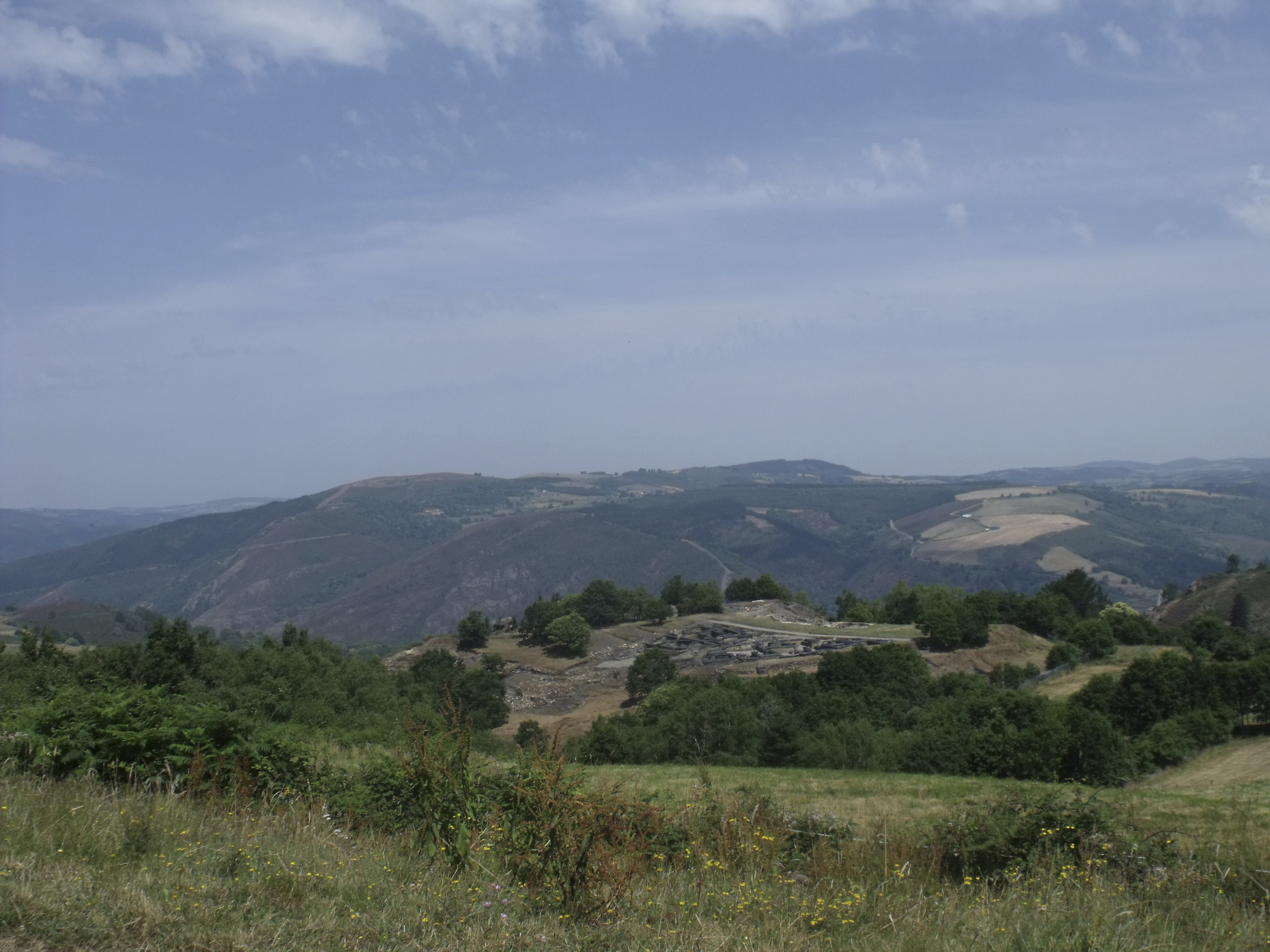
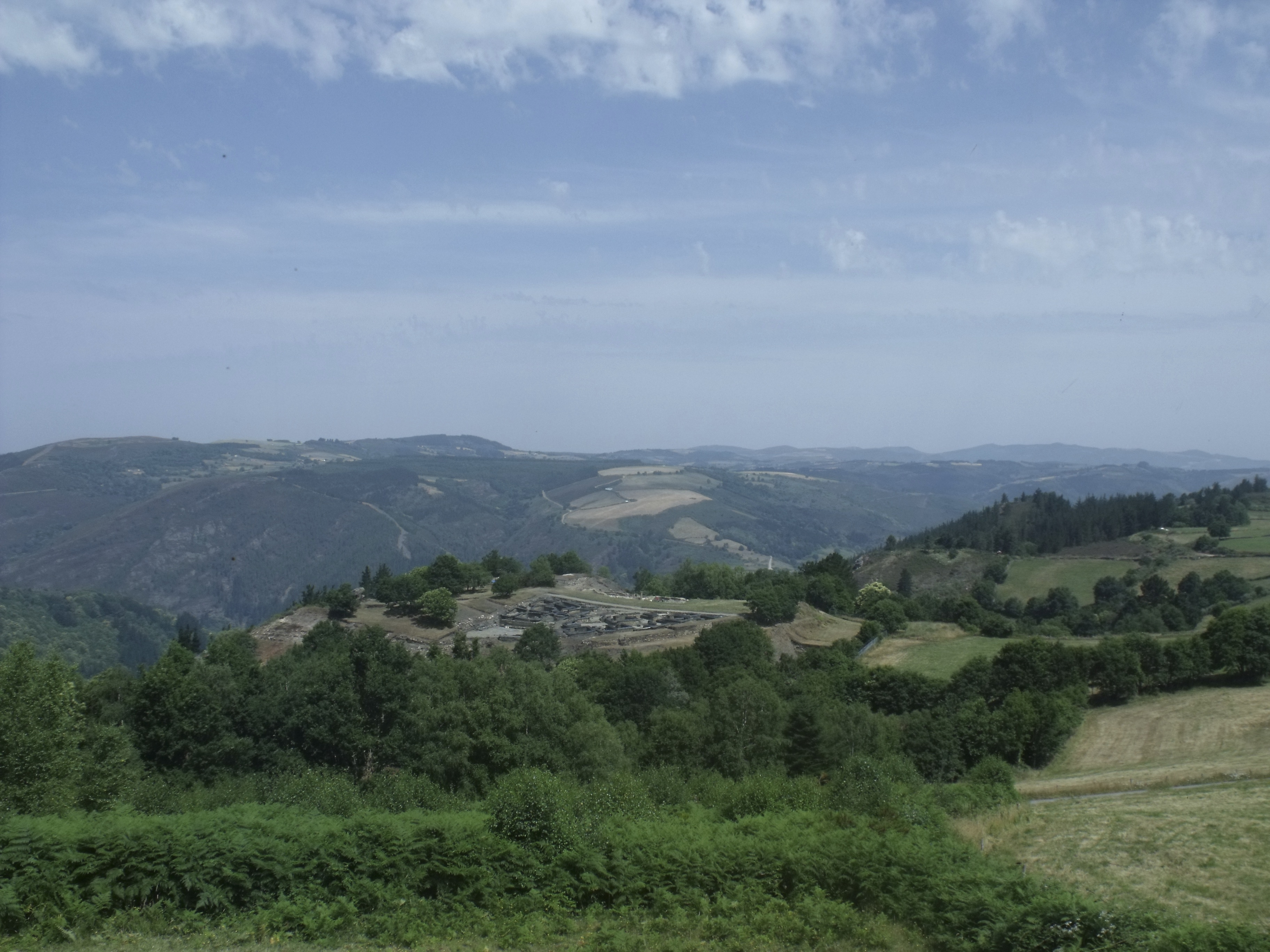
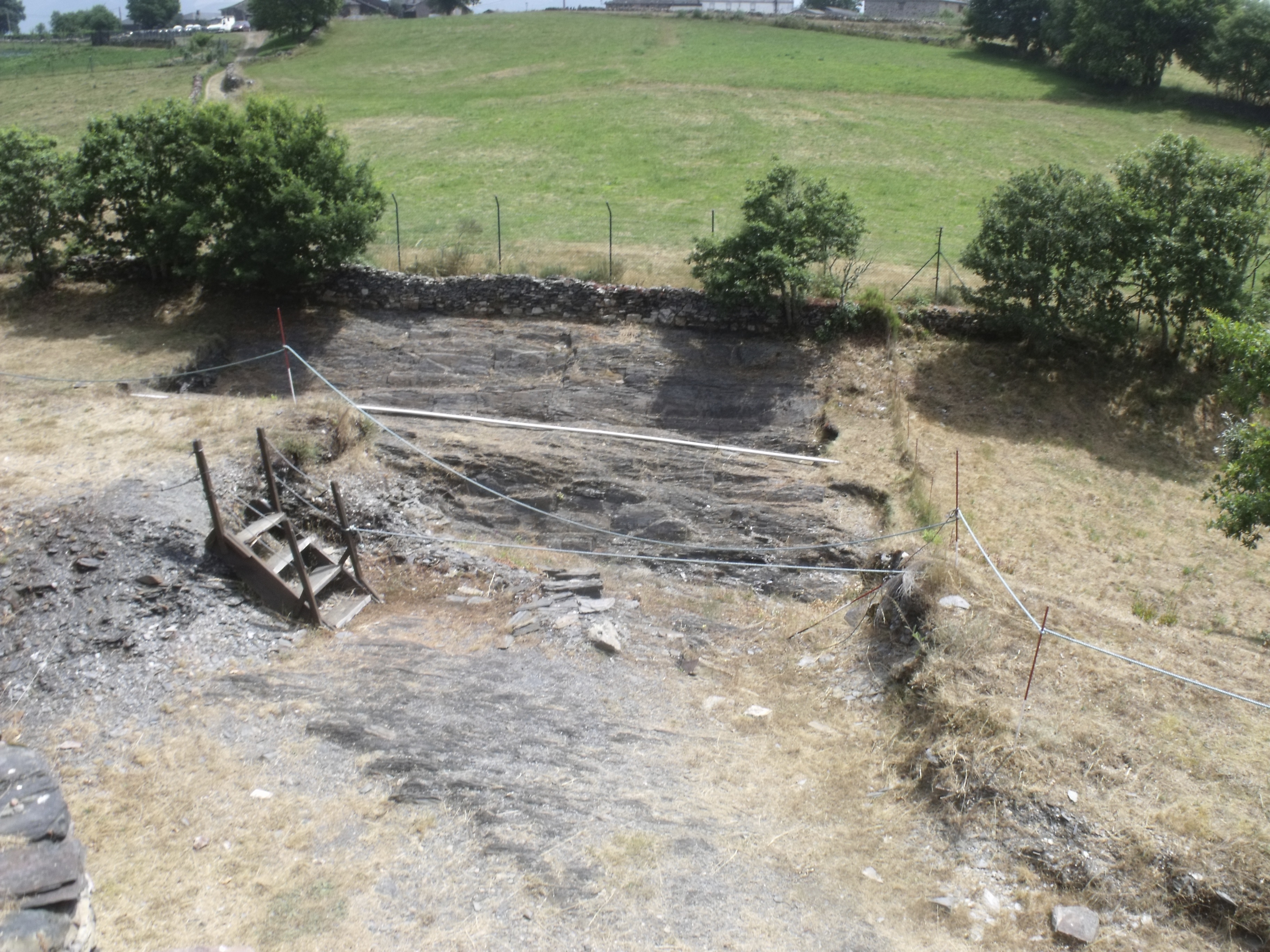
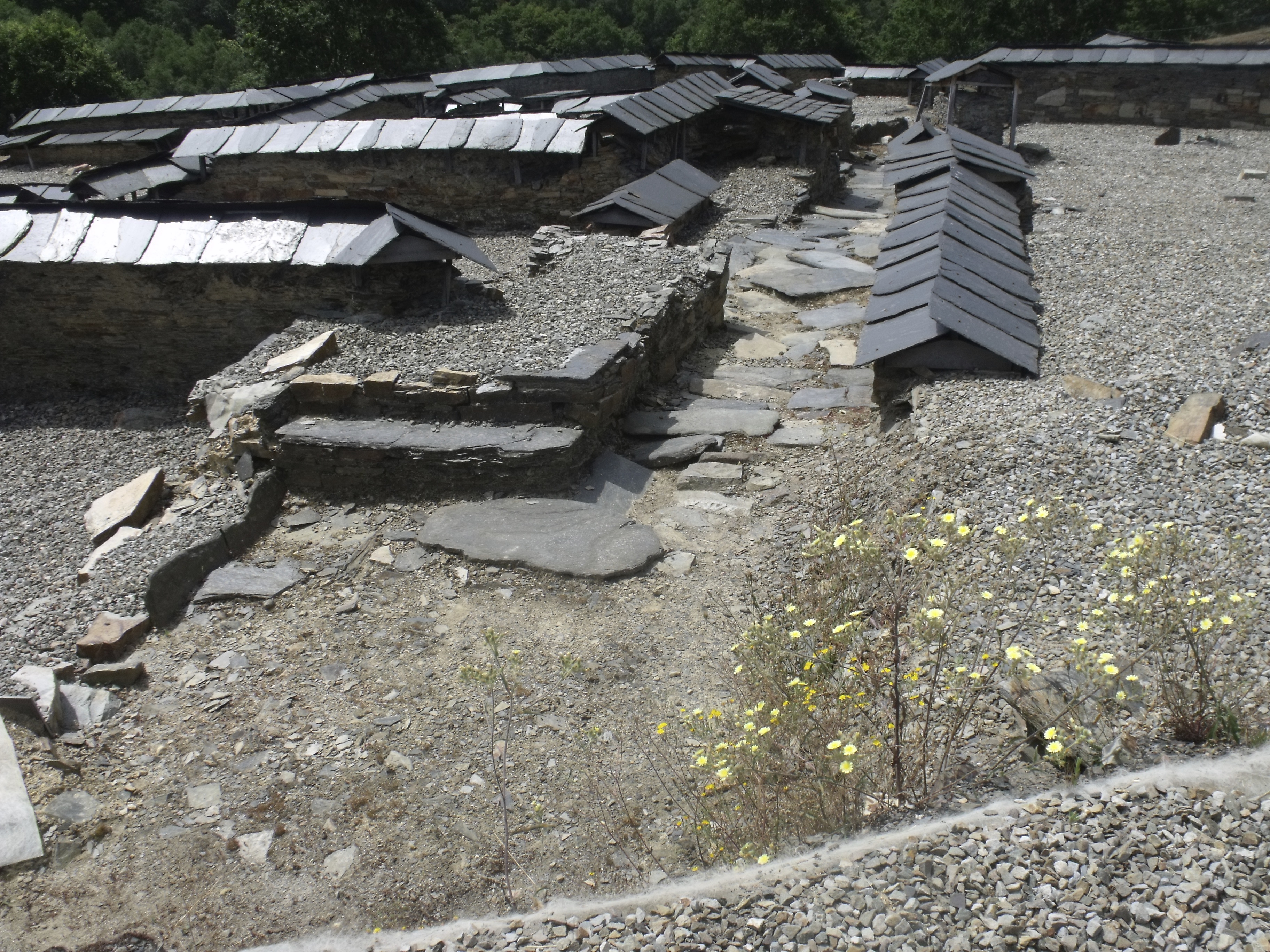
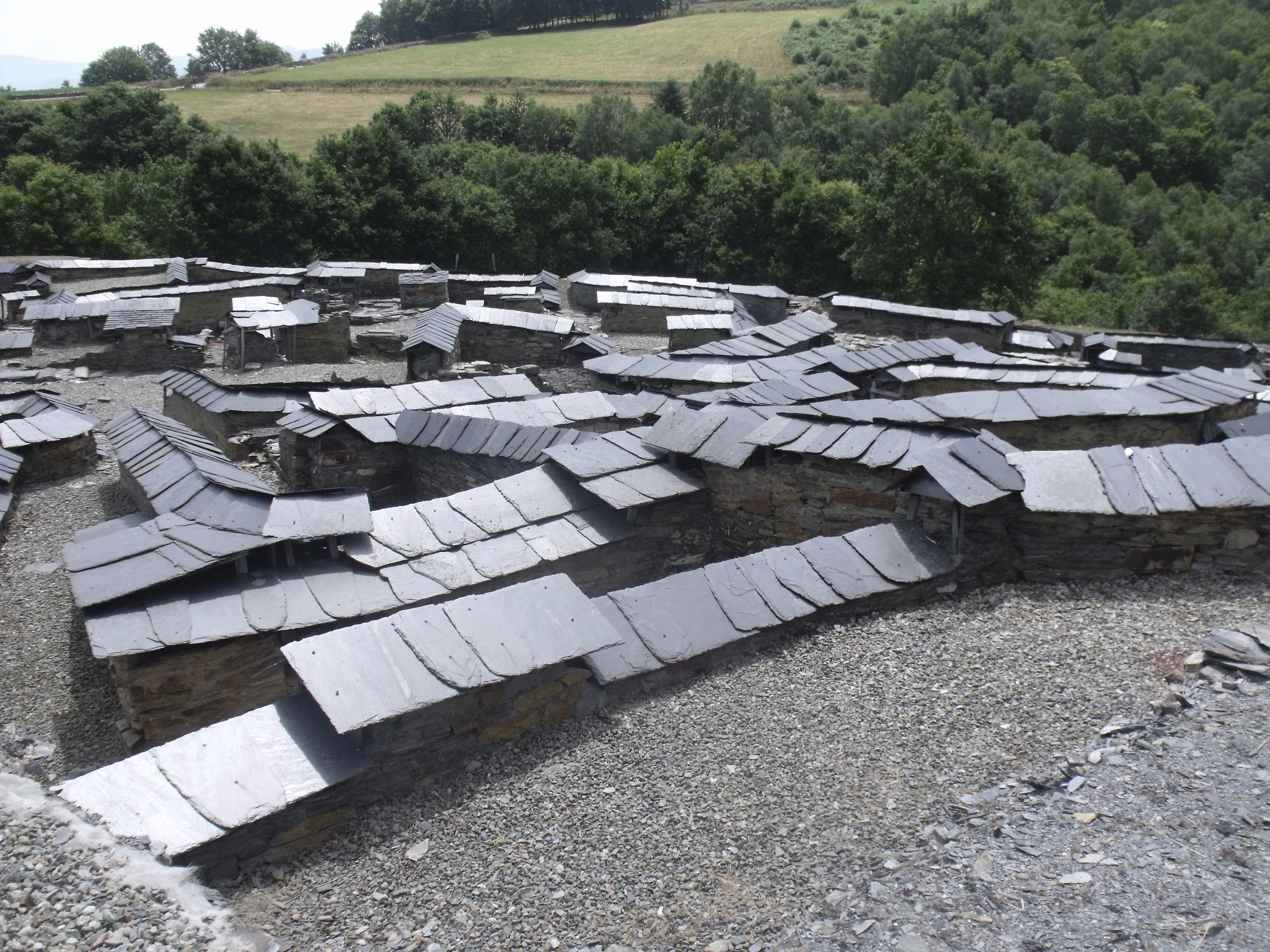
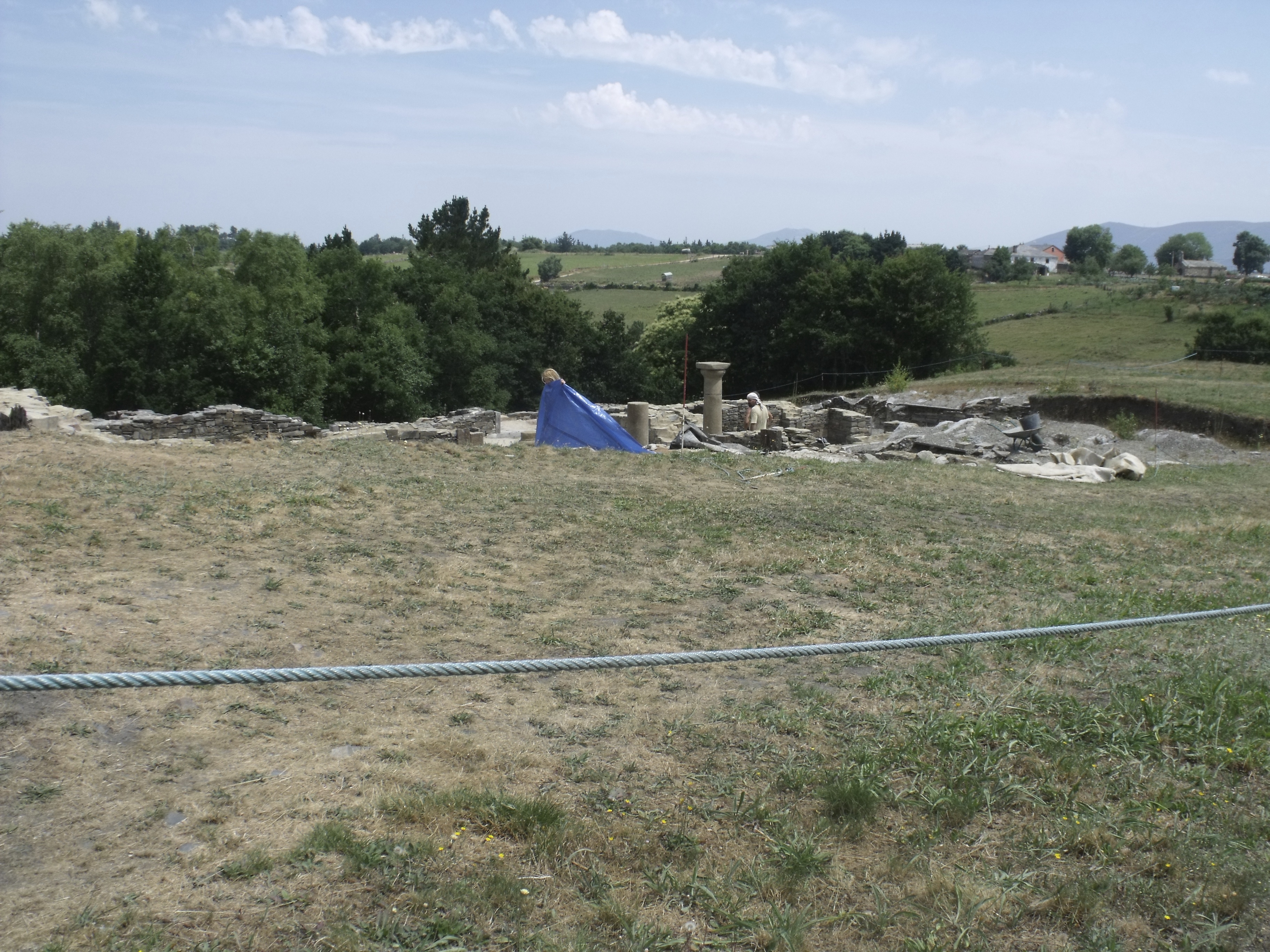

## Época romana
Con la llegada del imperio romano, comienza un tiempo de paz y prosperidad llegando a renunciar a las defensas y aprovechando el tener muy cerca varias minas de oro. Esta prosperidad se ve frenada por un abandono repentino del poblado debido a un terremoto, hacia el siglo II.
Sobre las ruinas del poblado romano se emplazó, en tiempos de la Monarquía Asturiana (siglos IX-X), una necrópolis que prolongó el uso funerario del Chao Samartín hasta el fin de la Edad Media.

## Excavaciones
El castro se comenzó a excavar en 1990 y todavía falta gran parte del poblado por estudiar. Debido al abandono repentino se encuentran muchas herramientas incluso joyas y otros objetos de valor en la época romana.

## Conservación
En 2020 un discutido proyecto de consolidación (que va contra el informe del Consejo Internacional de Monumentos y Sitios - ICOMOS) amenaza el yacimiento.